# Jéssica Andrade
Jéssica Fernanda Andrade da Costa, född 25 september 1991 i Umuarama, är en brasiliansk MMA-utövare som sedan 2013 tävlar i organisationen Ultimate Fighting Championship och var mellan 11 maj 2019 och 30 augusti 2019 deras stråviktsmästare.